# Eduardo Domínguez
Eduardo Rodrigo Domínguez (Lanús, 1º settembre 1978) è un allenatore di calcio ed ex calciatore argentino, di ruolo difensore, tecnico dell’Estudiantes (LP).

## Caratteristiche tecniche
Giocava come difensore centrale.

## Palmarès

### Giocatore

#### Competizioni nazionali
- Campionato argentino: 2

Velez Sarsfield: Clausura 1996, Clausura 1998

#### Competizioni internazionali
- Supercoppa Sudamericana: 1

Velez Sarsfield: 1996

### Allenatore
- Supercopa Uruguaya: 1

Nacional: 2019
- Copa de la Liga Profesional: 2

Colón: 2021
Estudiantes: 2024
- Copa Argentina: 1

Estudiantes: 2023
- Trofeo de Campeones de la Liga Profesional: 1

Estudiantes: 2024